# 黃謙 (嘉靖進士)
黃謙（1519年—？），字亨夫，福建興化府莆田縣（今莆田市）人，明朝政治人物。

## 生平
嘉靖二十二年（1543年）癸卯科福建鄉試第三名舉人（亞元）。嘉靖二十九年（1550年）登庚戌科進士。與從弟黃士觀同榜。初授直隶宣城縣知縣，三十三年正月选授户科給事中，因宣大告饥，边计缺乏，条陈三事。三十四年十月升刑科右，三十五年三月掌吏部事大学士李本奉诏考察不职科道官共三十八人，以不謹闲住。

## 家族
曾祖黃華，按察司僉事；祖父黃九皐，納粟千戶；父黃必大，知縣。母周氏。严侍下。